# Opium (film, 2013)
Pour les articles homonymes, voir Opium (homonymie).
Ne doit pas être confondu avec Opium (film, 1919).
Pour plus de détails, voir Fiche technique et Distribution.
Opium est un film français réalisé par Arielle Dombasle, librement inspiré d'Opium, journal d'une désintoxication de Jean Cocteau, sorti le 2 octobre 2013.

## Synopsis
Les amours contrariées de Jean Cocteau et Raymond Radiguet au début des Années folles, jusqu'à ce que Cocteau sombre dans l'opium après la mort de Radiguet en 1923.

## Fiche technique
- Titre : Opium
- Réalisation : Arielle Dombasle
- Scénario : Arielle Dombasle, Patrick Mimouni, Philippe Eveno, François Margolin, librement inspiré par la vie et l'œuvre de Jean Cocteau
- Producteur : François Margolin
- Société de production : Margo Cinéma, avec la participation de Canal+ et en association avec LBP16
- Musique : Philippe Eveno
- Photographie : Léo Hinstin
- Montage : Xavier Sirvin
- Pays d’origine :  France
- Genre : comédie dramatique, romance, biopic et musical
- Durée : 75 minutes
- Première diffusion : Festival de Cannes 25 mai 2013
- Date de sortie : 2 octobre 2013 (France)
- Date de sortie en DVD : 4 novembre 2014

## Distribution
- Grégoire Colin : Jean Cocteau
- Samuel Mercer : Raymond Radiguet
- Hélène Fillières : Marie-Laure de Noailles
- Marisa Berenson : Marquise Casati
- Julie Depardieu : Nyx
- Arielle Dombasle : Mnémosyne
- Philippe Katerine : Nijinsky
- Niels Schneider : Maurice Sachs
- Anna Sigalevitch : Princesse de Polignac
- Audrey Marnay : Coco Chanel
- Virgile Bramly : Man Ray
- Élodie Navarre : La Gitane
- Valérie Donzelli : Valentine Hugo
- Jérémie Elkaïm : Étienne de Beaumont
- Patrick Mille : Paul Morand
- Elie Top : Gabriele d'Annunzio
- Frédéric Longbois : Monsieur Loyal
- Catherine Baba : La tenancière de la fumerie
- David Rochline : Moïse Kisling
- Ariel Wizman : Tristan Tzara

## Sélection
- 2013 : Festival de Cannes, sélection officielle, section Cannes Classique

## Accueil

### Critique
Pour Sandra Benedetti de Studio Ciné Live, « Opium est une fantaisie que les surréalistes auraient adoubée. ». L'Obs met en évidence qu'« Arielle Dombasle (…) incarne le miroir féminin de Cocteau, comme un vœu sur mesure. ». Marie-Elisabeth Rouchy, dans Le Nouvel observateur, estime qu'« en convoquant une distribution étincelante et grâce à un montage aussi kitsch qu'inventif, la réalisatrice, qui s'est octroyée le rôle de Mnémosyne, la déesse de la mémoire, signe un bel hommage à l'artiste disparu il y a cinquante ans. ». Stéphane Leblanc de 20 Minutes souligne qu’Opium « permet d’apprécier la fantaisie d’Arielle Dombasle pour rendre hommage au poète ».
Pour Guillemette Odicino de Télérama, « Objet bizarroïde pour happy few, potentiellement agaçant mais jamais rasoir, Opium dégage le charme étrange et capiteux d'une certaine liberté ». Louis Seguin de la revue Transfuge affirme : « Il faut reconnaître ce grand mérite à Opium : on ne voit pas ça tous les jours. Et parmi la surcharge hétéroclite et sérieB-ique, le film trouve son confort dans une sorte de folie évanescente, non pas fumeuse mais fumée d'opium. Un rêve éveillé ».
Dans Le Figaroscope, Olivier Delcroix parle d'un « film ahurissant de prétention qui se voudrait comédie musicale. Une heure dix-huit d’amateurisme pompeux, totalement abscons ». 

### Box-office
Au terme de son exploitation en salles, le film totalise 2 028 entrées en France.